# Kovor
Kovor este o localitate din comuna Tržič, Slovenia, cu o populație de 758 de locuitori.